# Shinran
Shinran (jap. 親鸞 Shinran; ur. 21 maja 1173 w Heian-kyō – obecnie dzielnica Fushimi w Kioto, zm. 16 stycznia 1263 w Kioto) – japoński mnich buddyjski i myśliciel. Uczeń Hōnena.
Założyciel szkoły buddyjskiej Jōdo-shinshū (dosł. Prawdziwa Religia Czystej Krainy lub Prawdziwa Nauka o Czystej Ziemi lub Prawdziwa Szkoła Czystej Ziemi). W skrócie szkoła ta nazywana jest Shinshū.
W 1260 r. napisał Traktat o ostatecznej prawdzie rzeczy (jap. 自然法爾章 Jinen-hōni-shō), w którym zawarł swoje poglądy.
Był pierwszym mnichem buddyjskim, który oficjalnie wstąpił w związek małżeński.

## Szkoła Jōdo-shinshū
Liczby odnoszą się do kolejności w piastowania funkcji monshu (duchowego przywódcy).
- - Hōnen (1133-1212)
    - 1. Shinran (1173-1263) założyciel szkoły Jōdo-shinshū
      - Yuien (bd)
      - Kakue (bd) wnuk Shinrana

    - 2. Nyoshin (1235-1300) podszkoła Hongwan-ji, wnuk Shinrana
    - 3. Kakunyo (1270-1351) prawnuk Shinrana
    - 4. Zennyo (1333-1389)
    - 5. Shakunyo (1350-1393)
    - 6. Gyonyo (1376-1440)
    - 7. Zonnyo (1396-1457)
    - 8. Rennyo (1415-1499)
    - 9. Jitsunyo (1458-1525)
    - 10. Shonyo (1516-1554)
    - 11. Kennyo (1543-1592)
    - 12. Kyōnyo (bd) Ōtani Hongwan-ji lub Higashi Hongwan-ji (wschodnie Hongwan-ji)
    - 12. Junnyo (1577-1630) Honpa Hongwan-ji lub Nishi Hongwan-ji (zachodnie Hongwan-ji)
    - 13. Ryonyo (1612-1662)
    - 14. Jakunyo (1651-1725)
    - 15. Junyo (1673-1739)
    - 16. Tannyo (1716-1741)
    - 17. Honyo (1707-1789)
    - 18. Monnyo (1744-1799)
    - 19. Honnyo (1778-1826)
    - 20. Konyo (1798-1871)
    - 21. Myonyo (1850-1903)
    - 22. Kyonyo (1876-1948)
    - 23. Shonyo (1911-2002)
    - 24. Sokunyo (1945-...)
    - 25. Sennyo (1977-...)